# Nathalie Treil
Nathalie Treil est une trampoliniste française née le 7 juin 1965 qui détient le record de titres nationaux dans sa discipline.

## Biographie
Née en 1965 Nathalie Treil commence le trampoline en 1972 à l’âge de sept ans avec Jean-Michel Bataillon comme entraîneur à Bois-Colombes puis entre en sport études au lycée Albert-Camus à partir de 1978 avec Laurent Kazmerziak avant d'intégrer l'équipe de France dirigée par Michel Rouquette.

## Palmarès national
Nathalie Treil remporte 7 fois le titre de championne de France individuelle de la Fédération française de trampoline et de sports acrobatiques dont 4 fois consécutives. 
- Championne de France 1984, 1986, 1987 et de 1990 à 1993.
- Avec 8 titres obtenus en synchronisé, elle totalise 15 titres nationaux[2].

## Palmarès international
A 17 ans elle remporte la médaille de bronze en synchronisé aux championnats du Monde 1982 à Bozeman (États-Unis). Elle récidive aux championnats d’Europe de 1989 et en 1993, de retour de blessure, elle remporte la médaille de bronze individuelle aux Jeux mondiaux de La Haye avant de mettre fin à sa carrière.
- 3° synchro des championnats d'Europe 1989
- 3° synchro des championnats du Monde 1982 ; 3° individuelle Jeux mondiaux de 1993